# Acanella verticillata
Acanella verticillata is een zachte koraalsoort uit de familie Isididae. De koraalsoort komt uit het geslacht Acanella. Acanella verticillata werd in 1915 voor het eerst wetenschappelijk beschreven door Kükenthal. 